# Die hohlen Männer
Die hohlen Männer (Originaltitel: The Hollow Men) ist ein Gedicht des anglo-amerikanischen Dichters T. S. Eliot, das in der heute bekannten Form erstmals am 23. November 1925 in Eliot’s Poems 1909–1925 veröffentlicht worden ist.
Der deutsche Titel, in dem Men mit Männer übersetzt wird, ist nicht die einzige Übersetzungmöglichkeit: Rainer Maria Gerhardt übersetzt den Titel als „Die hohlen Menschen“. Im Englischen hat men/man auch die umfassendere Bedeutung von a person - human beings in general; the human race. (Zum Problem der Titelübersetzung vergleiche die Diskussionsseite.).
Es war seine erste große Veröffentlichung seit der Publikation von Das wüste Land, das ihn 1922 zu einer weltweit gefeierten Dichterpersönlichkeit gemacht hatte. Wie sein Vorgänger ist Die hohlen Männer Gegenwartsdichtung, die sich mit dem seelischen Zustand Europas nach dem Ersten Weltkrieg beschäftigt.
Der Titel The Hollow Men sei laut Literaturhistorikern eine Kombination von The Hollow Land von William Morris und The Broken Men von Rudyard Kipling. Die erste deutsche Übersetzung des Gedichtes besorgte Hans Magnus Enzensberger.
Das Werk wurde oftmals zitiert, wie z. B. im Schlussmonolog von Colonel Kurtz in Apocalypse Now, in den Fernsehserien Mad Men, Marvel's Agents of Shield, The Sinner und Dexter oder im Roman The Stand – Das letzte Gefecht des Autors Stephen King.

## Thematik
Das in fünf Strophen gegliederte Gedicht aus 98 Versen beginnt mit zwei einleitenden kurzen Zeilen, die sich auf die negative Hauptfigur in Joseph Conrads Roman Herz der Finsternis beziehen, die die Ambivalenz von zivilisatorischen Versprechen und ihrem Scheitern in extremer Grausamkeit personifiziert:
Mistah Kurtz - er tot.
Einen Pfennig für den alten Kerl.
(Englisches Original: Mistah Kurtz - he dead. / A penny for the Old Guy.)
Dann folgt die verzweifelte fünfteilige Ode eines lyrischen Ichs, das die Situation der „hohlen Männer“ oder „hohlen Menschen“ in einem diesseitigen Reich des Todes an der Grenze zum Jenseits beschreibt: Für die Bewohner des „anderen Reichs des Todes“ (death’s other kingdom, Vers 14), für die wirklich Toten, sind wir in ihrer Rückerinnerung schon nur wie mit Stroh ausgestopfte Puppen, ein ferner Gesang verliert sich im Wind über der inneren Erstarrung ... Die literarischen Bezüge sind vielfältig: Eliot spielt auf christliche und politische Rituale sowie auf Standardwerke der Weltliteratur an.
In der letzten Strophe werden Gruppen von zweizeiligen Antithesen aneinander gereiht (Idee und Wirklichkeit, Empfängnis und Geburt, Verlangen und Verzückung, ...), Spannungsbögen menschlichen Lebens, in die immer wieder „der Schatten fällt“, der die Dimensionen eines lebenswerten Lebens nur in Bruchstücken zulässt. So wird aus der zweimal wiederholten Hoffnungszeile Denn dein ist das Reich (das Vaterunser setzt fort: „... und die Kraft und die Herrlichkeit in Ewigkeit. Amen.“) trotz eines dreifachen Ansetzens nur ein verstümmeltes
Denn Dein ist
Das Leben ist
Denn Dein ist das
Das Gedicht endet mit jenem Absatz, der zu den berühmtesten Zitaten aus dem Gesamtwerk T. S. Eliots und der modernen Lyrik wurde:
Auf diese Art geht die Welt zugrund
Auf diese Art geht die Welt zugrund
Auf diese Art geht die Welt zugrund
Nicht mit einem Knall: mit Gewimmer
(Englisches Original: This is the way the world ends ... / Not with a bang but a whimper)

## Struktur
Eliot hat auch in diese Ode wie bei Aschermittwoch (Ash Wednesday) frühere seiner Gedichte integriert, sodass eine literarische Collage oder Montage entstanden ist. Vier der fünf Abschnitte des Gedichts wurden bereits früher veröffentlicht:
- Poème, veröffentlicht in der Winterausgabe 1924 von Commerce (mit einer französischen Übersetzung), wurde Teil I von Die hohlen Männer.
- Drei Gedichte Eliots erschienen in der Januar-Ausgabe 1925 der Zeitschrift Criterion: Eyes I dare not meet in dreams, Eyes that I last saw in tears und The eyes are not here. Das erste Gedicht wurde zu Teil II von Die hohlen Männer, das dritte zu Teil IV.
- Doris' Dream Songs in der November-Ausgabe 1924 des Chapbook hatten die drei Gedichte: Eyes that last I saw in tears, The wind sprang up at four o'clock und This is the dead land. Das dritte Gedicht wurde Teil III von Die hohlen Männer.[5]
- Teil V ist in Eliots Werk ohne Vorgänger und formuliert das trostlose Resümee, eine agnostische Quintessenz der Teile I bis IV.